# ماسایوکی اوکویاما
ماسایوکی اوکویاما (انگلیسی: Masayuki Okuyama؛ زادهٔ ۲۸ ژوئیهٔ ۱۹۹۳) بازیکن فوتبال اهل ژاپن است.